# Werelderfgoed in IJsland
Tot het UNESCO werelderfgoed in IJsland behoren drie werelderfgoederen. De eerste werd in 2004 ingeschreven.

## Werelderfgoederen

### Actuele Werelderfgoederen
Deze lijst toont de werelderfgoederen in IJsland in chronologische volgorde (C – Cultuurerfgoed; N – Natuurerfgoed).
| Naam                       | Jaar | Soort | Beschrijving | Afbeelding |
| -------------------------- | ---- | ----- | ------------ | ---------- |
| Nationaal park Þingvellir  | 2004 | C     |              |            |
| Surtsey                    | 2008 | N     |              |            |
| Nationaal park Vatnajökull | 2019 | N     |              |            |

### Als Werelderfgoed genomineerde objecten
Op de voorlopige lijst van de UNESCO worden objecten ingeschreven die naar het inzicht van de betreffende regering potentieel voor de erkenning als werelderfgoed in aanmerking komen. Dit zegt niets over een eventuele daadwerkelijke succesvolle inschrijving op de lijst. Tegenwoordig (2020) zijn op de voorlopige lijst zes objecten uit IJsland ingeschreven.
| Naam                                                   | Jaar | Soort | Beschrijving | Afbeelding |
| ------------------------------------------------------ | ---- | ----- | ------------ | ---------- |
| Natuurreservaat Breiðafjörður                          | 2011 | C/N   |              |            |
| Mývatn en Laxá                                         | 2011 | N     |              |            |
| Monumenten en sites van de Vikingen                    | 2011 | C     |              |            |
| Nationaal park Þingvellir                              | 2011 | N     |              |            |
| Traditionele turfhuizen van IJsland                    | 2011 | C     |              |            |
| Vulkaancomplex Torfajökull / Natuurreservaat Fjallabak | 2013 | N     |              |            |

### Objecten voorheen op de Kandidatenlijst
Deze objecten werden van de voorlopige lijst verwijderd en door nieuwe vervangen.
| Naam                                                                             | Jaar        | Soort | Beschrijving | Afbeelding |
| -------------------------------------------------------------------------------- | ----------- | ----- | ------------ | ---------- |
| Gásir                                                                            | 2001 - 2011 | C     |              |            |
| Reykholt                                                                         | 2001 - 2011 | C     |              |            |
| Herðubreið en Askja                                                              | 2001 - 2011 | N     |              |            |
| Nationaal park Vatnajökull - Jökulsá á Fjöllum riviergang en Dettifoss - Ásbyrgi | 2011 - 2019 | N     |              |            |